# L'arte del chiedere e dell'ottenere
L'arte del chiedere e dell'ottenere è il terzo album discografico del cantautore italiano Max Arduini, Il disco è stato scritto tra il 2008 e il 2009, autoprodotto dall'artista in collaborazione con il maestro Stefano Dionigi (direttore d'orchestra nelle edizioni del Festival di Sanremo 1999 e il Festival di Sanremo 2002) e reso disponibile nella singolare data 10/10/10 da Zandal Shop. L'album è stato rilasciato in digitale il 21 ottobre 2010 su etichetta RadiciMusic Records. L'album è stato recensito nel mese di gennaio 2011 sul bimestrale di musica Emozioni (diretto dal giornalista e critico musicale Fernando Fratarcangeli) Di seguito un breve accenno di articolo:
(Max Arduini)
Nel 2008 l'incontro con Riccardo Pellegrini spinge il Dee-Jay ad inserire la canzone "Gli Anziani" nella raccolta Trent'anni di Radio distribuita da Latlantide.
“Gli Anziani” pubblicata in seguito nell'album L'arte del chiedere e dell'ottenere è stata trasmessa più volte da Demo, l'Acchiappatalenti programma radiofonico condotto da Renato Marengo e Michael Pergolani sulle frequenze di Radio1 Rai.
L’anno 2010 si chiude con un discreto risultato di concerti, oltre 60 in tutta Italia.
Il 19 marzo 2011 partecipa con la canzone “... Che proprio in Via D'Amelio” al BAF - Buskers Antimafia Festival, organizzato dal Meeting delle etichette indipendenti di Faenza insieme a Libera e Radio ReAzione, a sostegno della 16ª Giornata della memoria e dell'impegno in ricordo delle vittime di mafia organizzata dall'associazione di Don Ciotti. Trasmesso anche su Rai Isoradio.

## Tracce
Testi e musiche di Max Arduini, eccetto dove indicato.
1. Intro overture radio – 1:43
2. Grammofoni e allodole – 4:46
3. La coltivazione del bullone – 4:09
4. Gli anziani – 3:54 (testo: Max Arduini, Riccardo Pellegrini – musica: Max Arduini)
5. Artemisia struprum – 6:19
6. Canto una Thunderbird ferita – 3:33
7. L'impagliatore – 4:51
8. Non ho te (Ma è notte) – 4:55
9. Pellicola '97 – 4:06
10. Larimini – 4:01
11. Il cappello pensieroso – 5:52
12. ...che proprio in via D'Amelio – 3:10
13. Trama ordito – 4:37
14. Le storie che non racconto – 3:36
15. La signora del piano di sopra (Mi disturba la quiete del cane) – 5:02
16. La ballata della formica rossa – 2:54
17. Tencovive! – 4:04

## Singoli
- La coltivazione del bullone
- ... Che proprio in via D'Amelio
- Gli anziani
- Larimini

## Formazione
- Max Arduini  – voce, cori, tastiera, pianoforte acoustic
- Stefano Dionigi – piano, arrangiamenti, programmazione
- Adriano Medde – tastiera